# Gare du Plessis-Chenet
Pour les articles homonymes, voir Gare du Plessis.
La gare du Plessis-Chenet est une gare ferroviaire française de la ligne de Corbeil-Essonnes à Montereau, située en bord de Seine à l'extrême limite nord du territoire de la commune du Coudray-Montceaux et à proximité immédiate de Corbeil-Essonnes, juste au sud de la ville, dans le département de l'Essonne, en région Île-de-France.
C'est une halte voyageurs de la Société nationale des chemins de fer français (SNCF) desservie par les trains de la ligne D du RER. Elle se situe à une distance de 37,89 km de Paris-Gare-de-Lyon.

## Situation ferroviaire
Établie à 39 mètres d'altitude, la gare du Plessis-Chenet est située au point kilométrique (PK) 37,89 de la ligne de Corbeil-Essonnes à Montereau, entre les gares de Villabé et du Coudray-Montceaux. La gare se situe à une centaine de mètres de la sortie sud du souterrain d'Essonnes, d'une longueur de 573 m, qui permet à la ligne de basculer de la vallée de l'Essonne à la rive gauche de la Seine, rive qu'elle suivra tout au long de son parcours jusqu'à Melun.

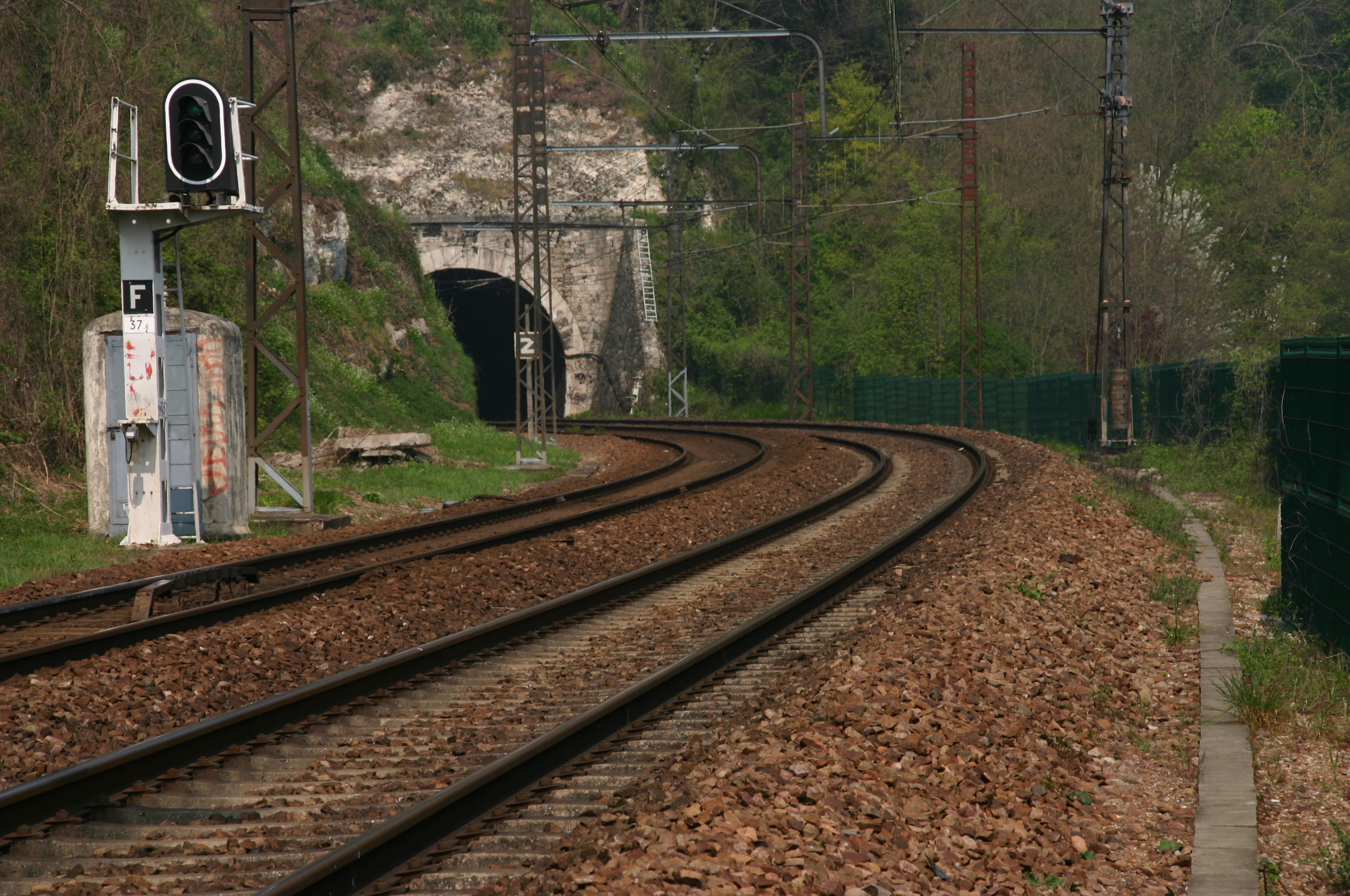
Sortie sud du souterrain d'Essonnes à proximité de la gare du Plessis-Chenet.

## Histoire

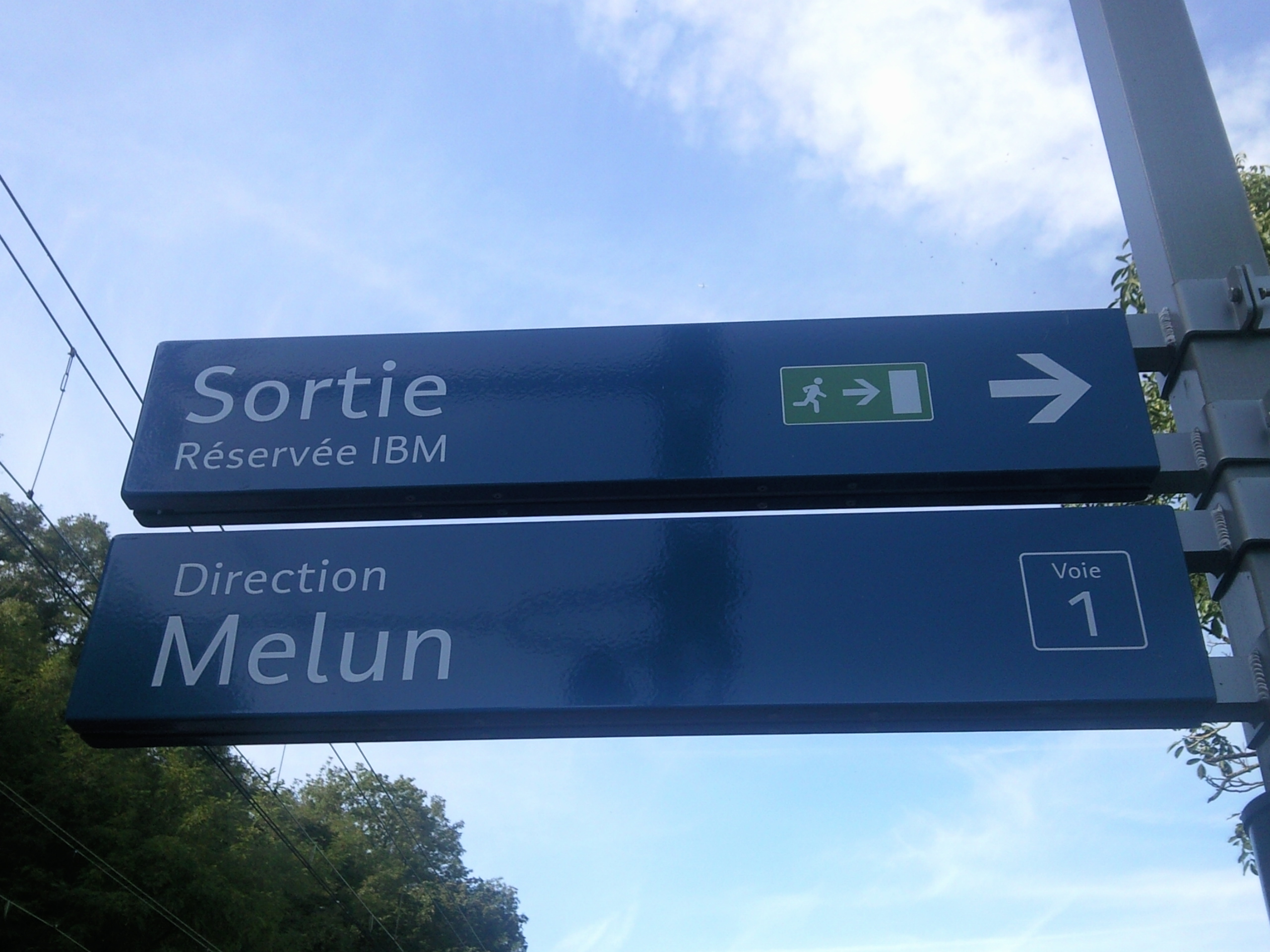
Accès réservé au personnel de l'ex-usine IBM.

La gare du Plessis-Chenet n'existait pas lors de la création de la ligne de Corbeil à Melun et à Montereau en 1897. Elle a été ouverte en 1965 pour permettre l'accès à l'ex-usine IBM (devenue Altis Semiconductor puis X-FAB France) au personnel de l'usine. La gare s'appelait alors « Le Plessis-Chenet IBM ».
L’histoire de cette halte est intimement liée à l’histoire de l’usine et à son évolution. Sa fréquentation et son avenir ont souvent dépendu de devenir de l’usine, longtemps menacée de fermeture,.
Jusqu'à la mise en service de la partie sud de la ligne D du RER en 1995, les trains desservant la gare du Plessis-Chenet effectuaient des trajets réguliers entre Paris-Gare-de-Lyon et Melun tous les jours de la semaine, en soirée et jusqu'après minuit. Ce n'est qu'à partir de 1999 que Paris n'a plus été desservie aux heures de pointe en semaine et qu'un système de navettes entre Melun et la gare de Juvisy a été mis en place. Puis, en 2005, les trains de soirée et de nuit ont été remplacés par des cars du réseau Noctilien,.
Depuis 2005, la gare n'est plus desservie par les trains au départ de Corbeil-Essonnes et de Melun en soirée et la nuit. Des cars Transilien assurent à la place la desserte des gares entre Corbeil-Essonnes et Melun.
À partir du mois de décembre 2018, lors de la mise en place du service annuel 2019, la desserte de la gare est modifiée : il n'y a plus d'accès direct vers Paris ; aux heures de pointe, des navettes assurent des liaisons Melun - Corbeil-Essonnes et, aux heures creuses, des navettes assurent des liaisons Melun - Juvisy via Ris-Orangis.

## Fréquentation
De 2015 à 2022, selon les estimations de la SNCF, la fréquentation annuelle de la gare s'élève aux nombres indiqués dans le tableau ci-dessous.
| Année     | 2015   | 2016   | 2017   | 2018   | 2019   | 2020   | 2021   | 2022   |
| --------- | ------ | ------ | ------ | ------ | ------ | ------ | ------ | ------ |
| Voyageurs | 45 980 | 45 020 | 43 875 | 41 814 | 40 266 | 10 114 | 36 744 | 33 260 |

## Service des voyageurs

### Accès

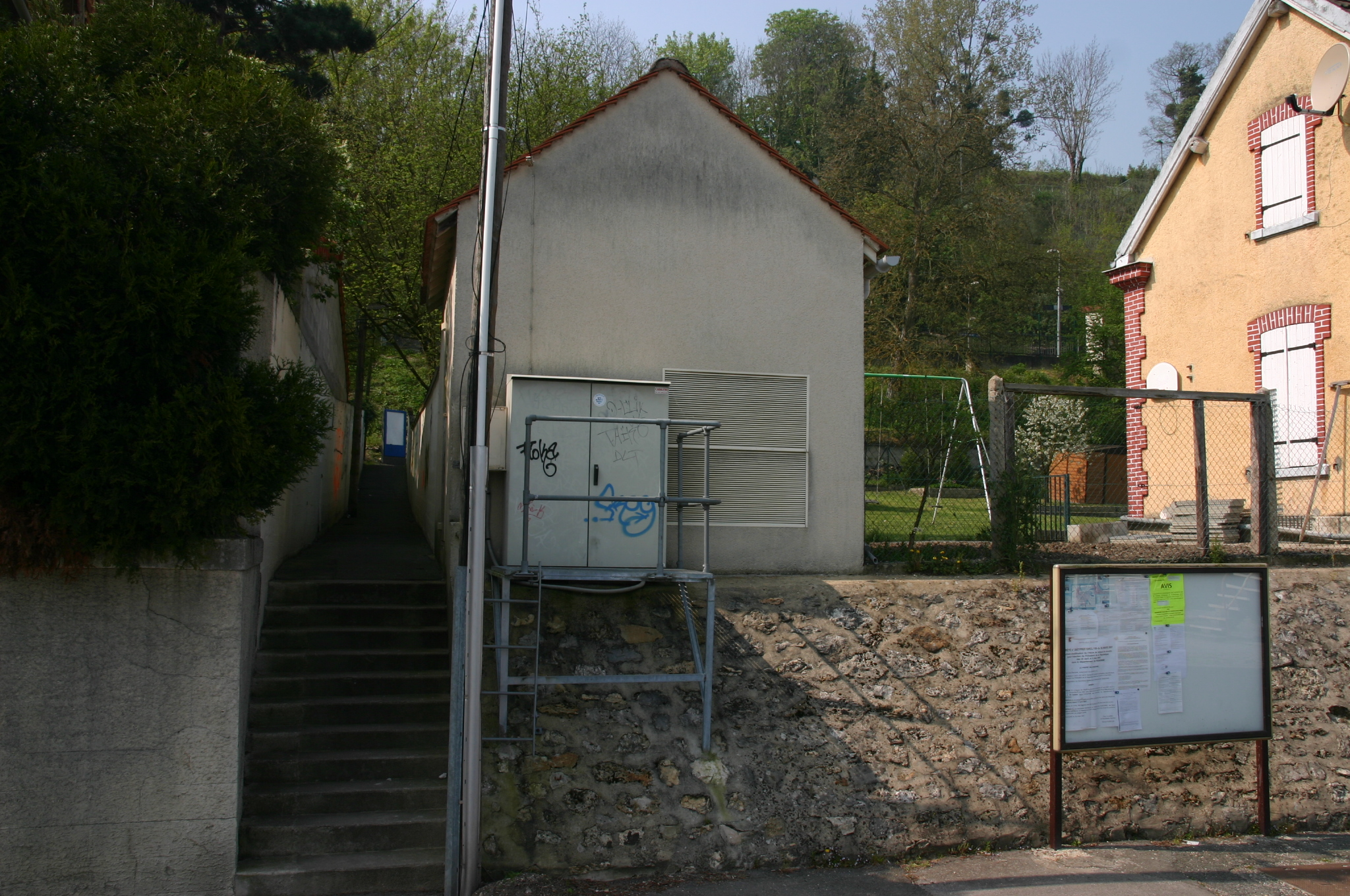
Accès restreint à la gare depuis la voirie côté Seine.

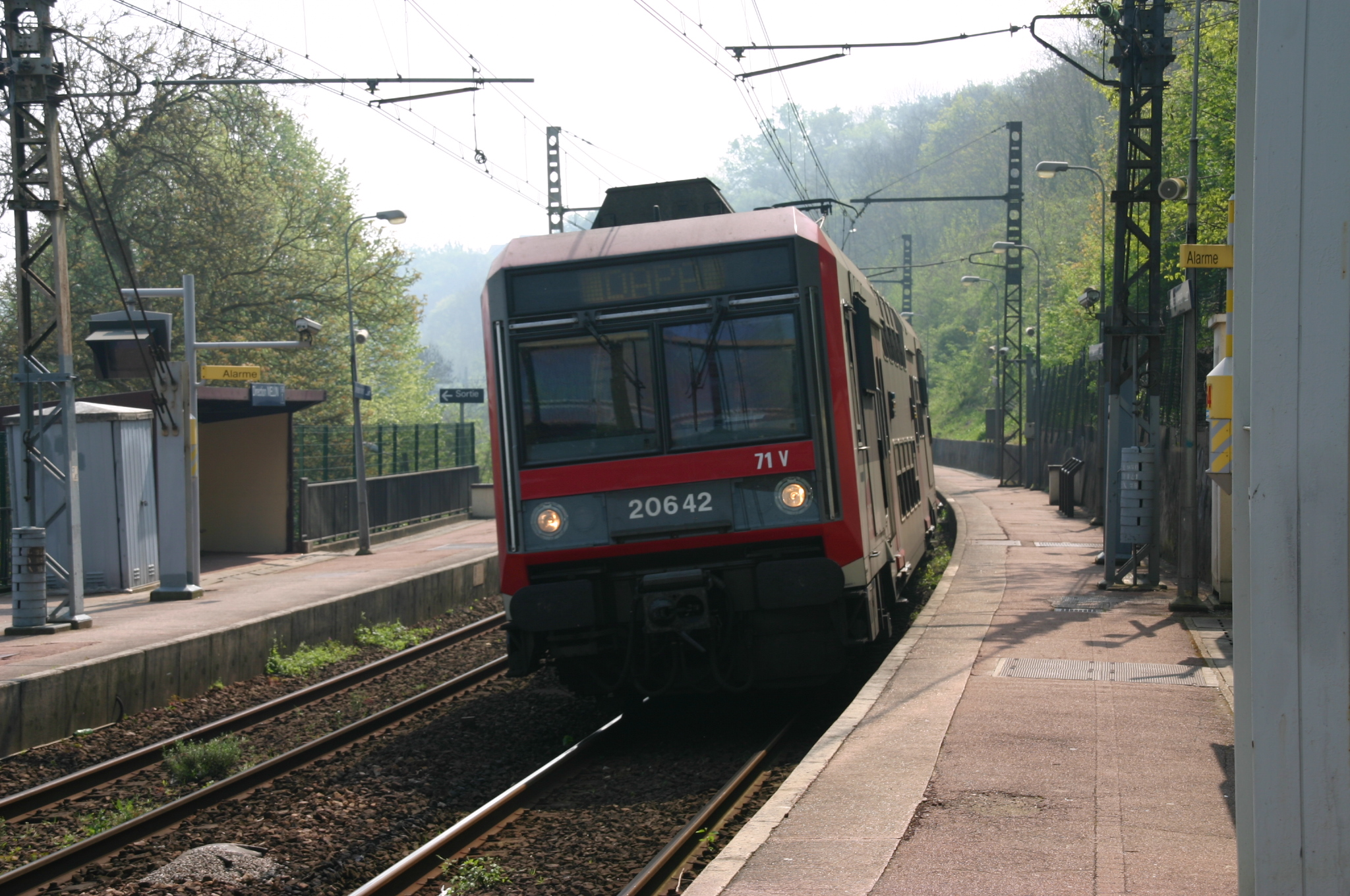
Rame Z 20500 en gare du Plessis-Chenet, assurant en provenance de Melun et à destination de Paris-Gare-de-Lyon.

Cette gare a la particularité d'avoir des accès d'une largeur réduite depuis la voirie. L'accès côté Seine (voie 1) se fait par un petit passage entre deux maisons, accessible  uniquement depuis l'ancien chemin de halage, au niveau de l'écluse du Coudray, auquel on accède à Corbeil-Essonnes à environ 1 300 m au nord. L'accès côté Nationale 7 (voie 2) est un accès strictement réservé à l'usine Altis. Depuis la gare, cet accès est contrôlé par un portillon réservé aux seuls employés de l'usine.

### Accueil
Halte voyageurs SNCF du réseau de trains de banlieue Transilien, c'est un point d'arrêt non géré (PANG) à accès libre. Elle est équipée d'un automate pour l'achat de titres de transport Transilien, d'un système d'information en temps réel sur les horaires des trains et d'un abri sur chaque quai.
Une passerelle permet la traversée des voies et le passage d'un quai à l'autre.

### Desserte
Le Plessis-Chenet est desservie par des trains de la ligne D du RER. Aux heures de pointe, par des navettes Juvisy - Corbeil - Melun et aux heures creuses et le weekend, tous les trains desservent Paris-Gare-de-Lyon et au-delà vers le nord, selon les missions.

### Intermodalité
La gare ne dispose d'aucune correspondance avec des lignes de bus.

## Galerie de photographies

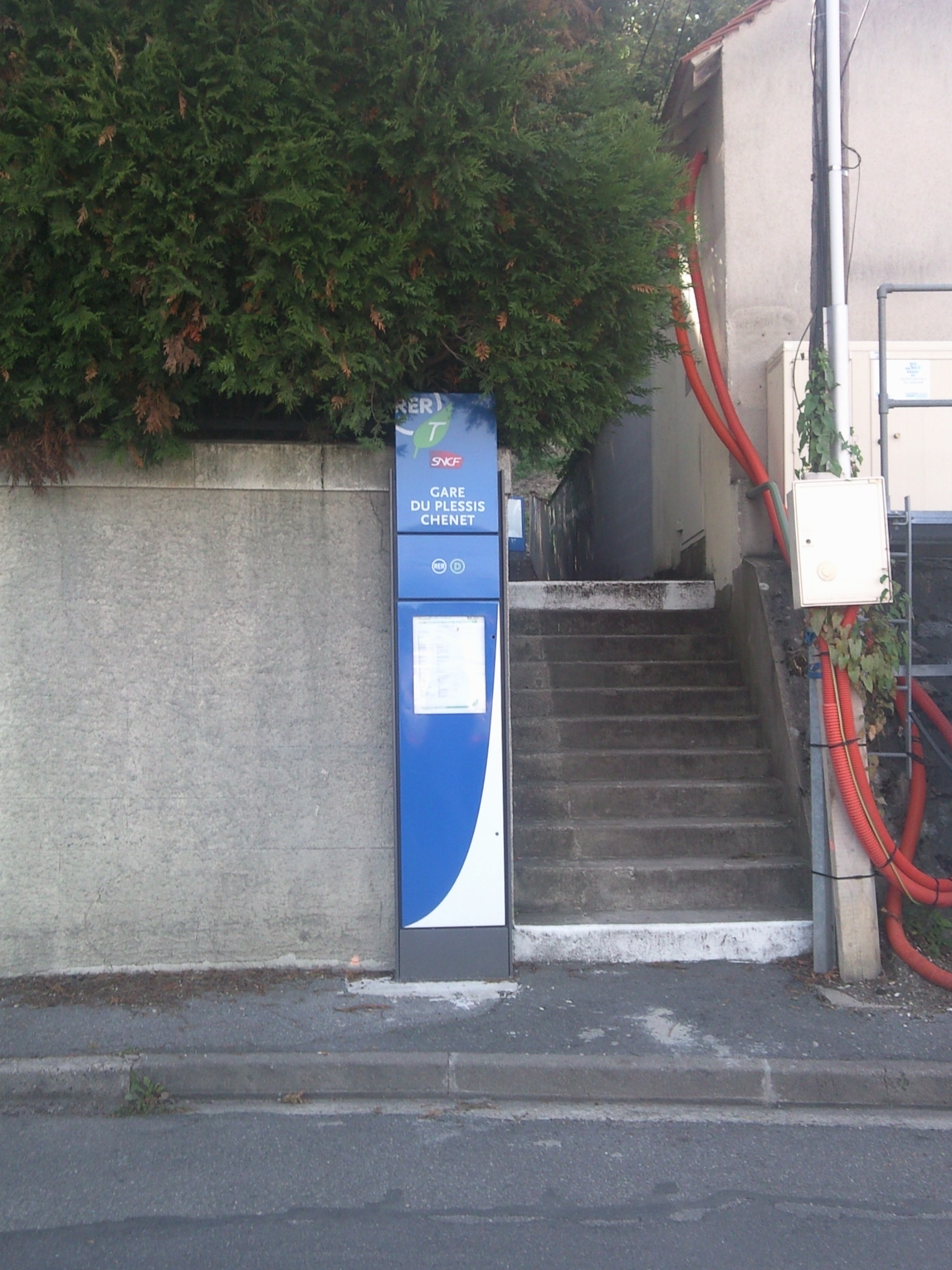
Entrée de la gare, côté écluse.
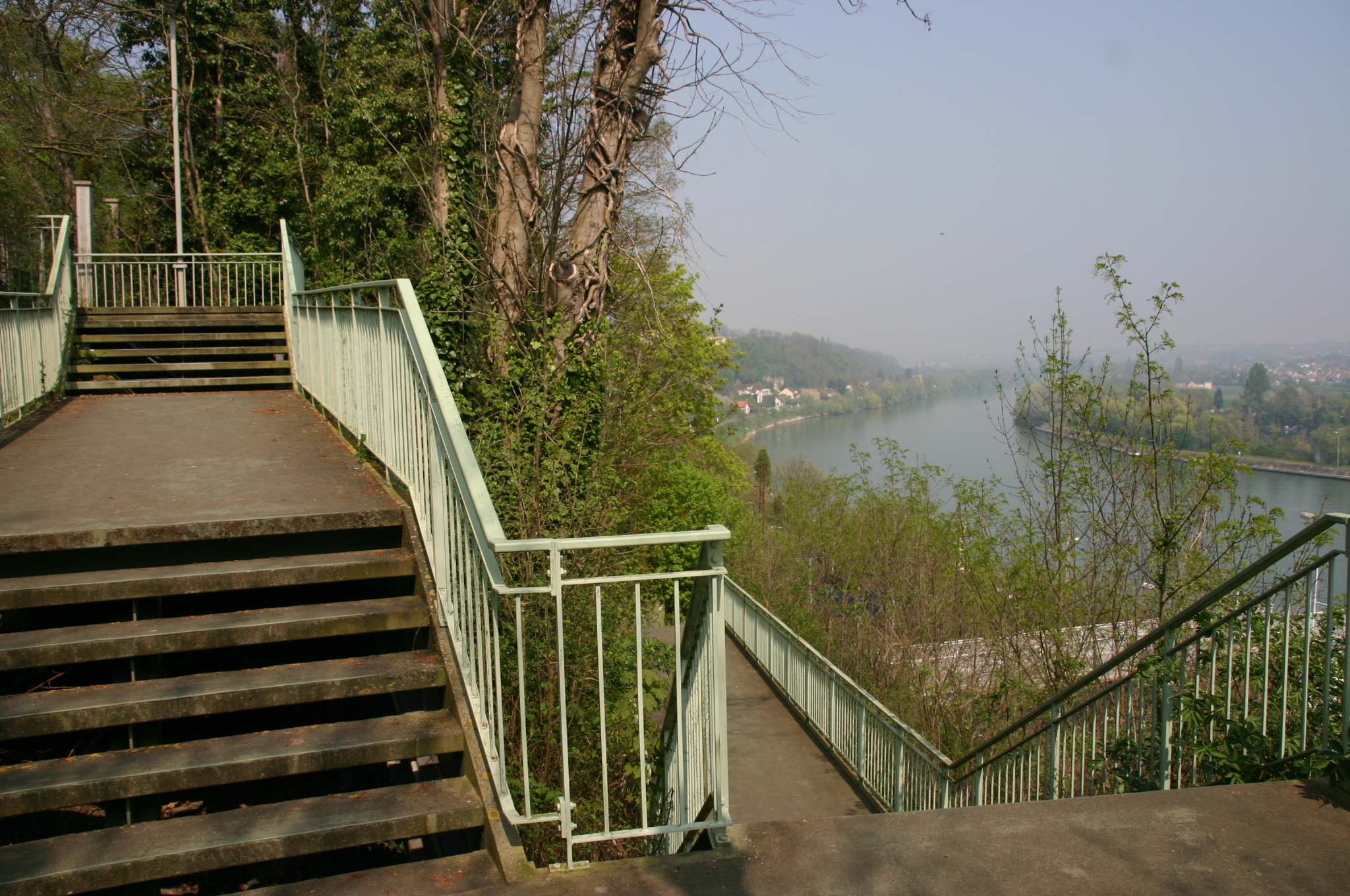
Accès réservé à l'usine Altis.
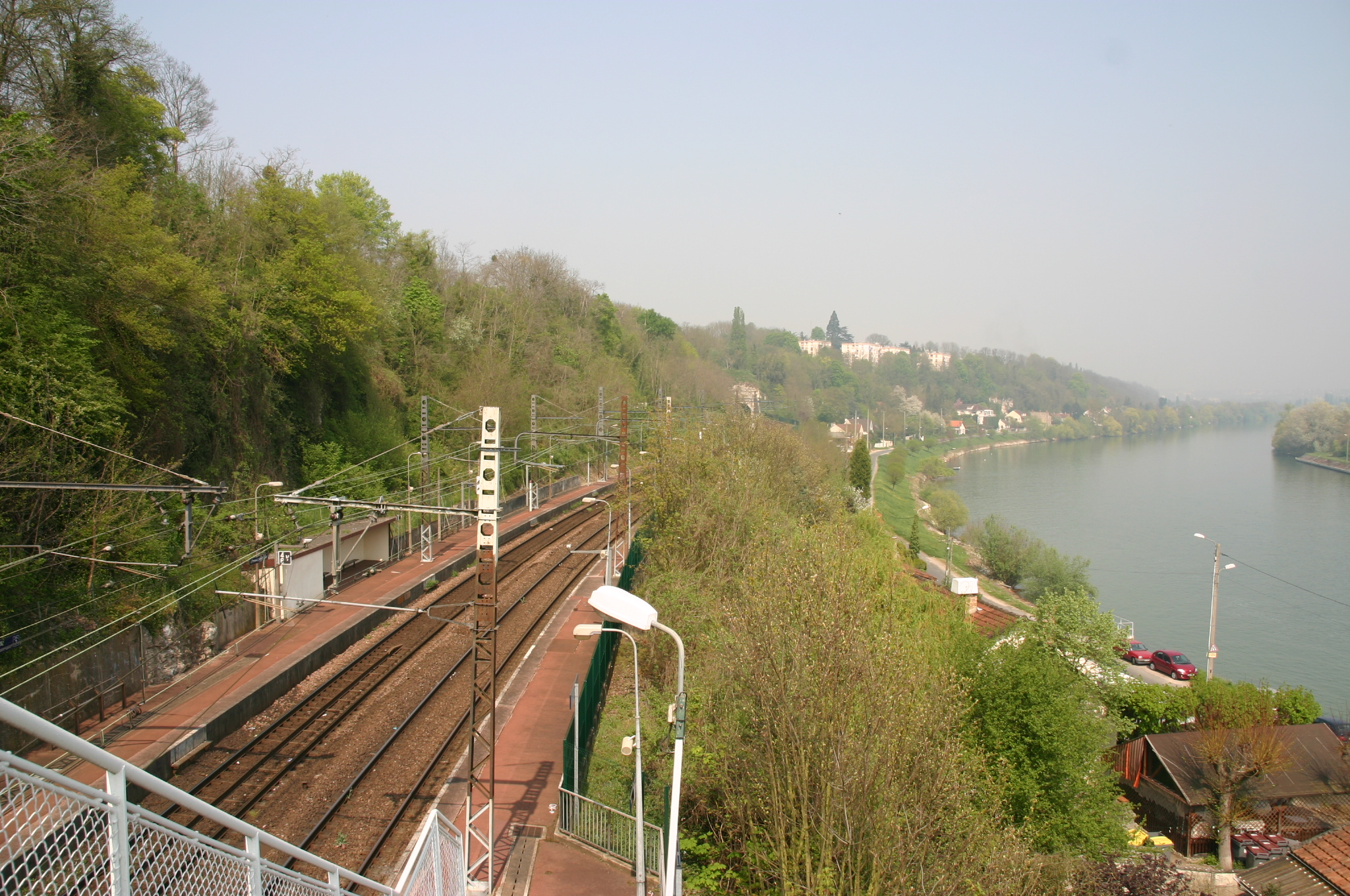
Vue de la gare, le long de la rive gauche de la Seine et sortie du tunnel d'Essonnes à l'arrière-plan.
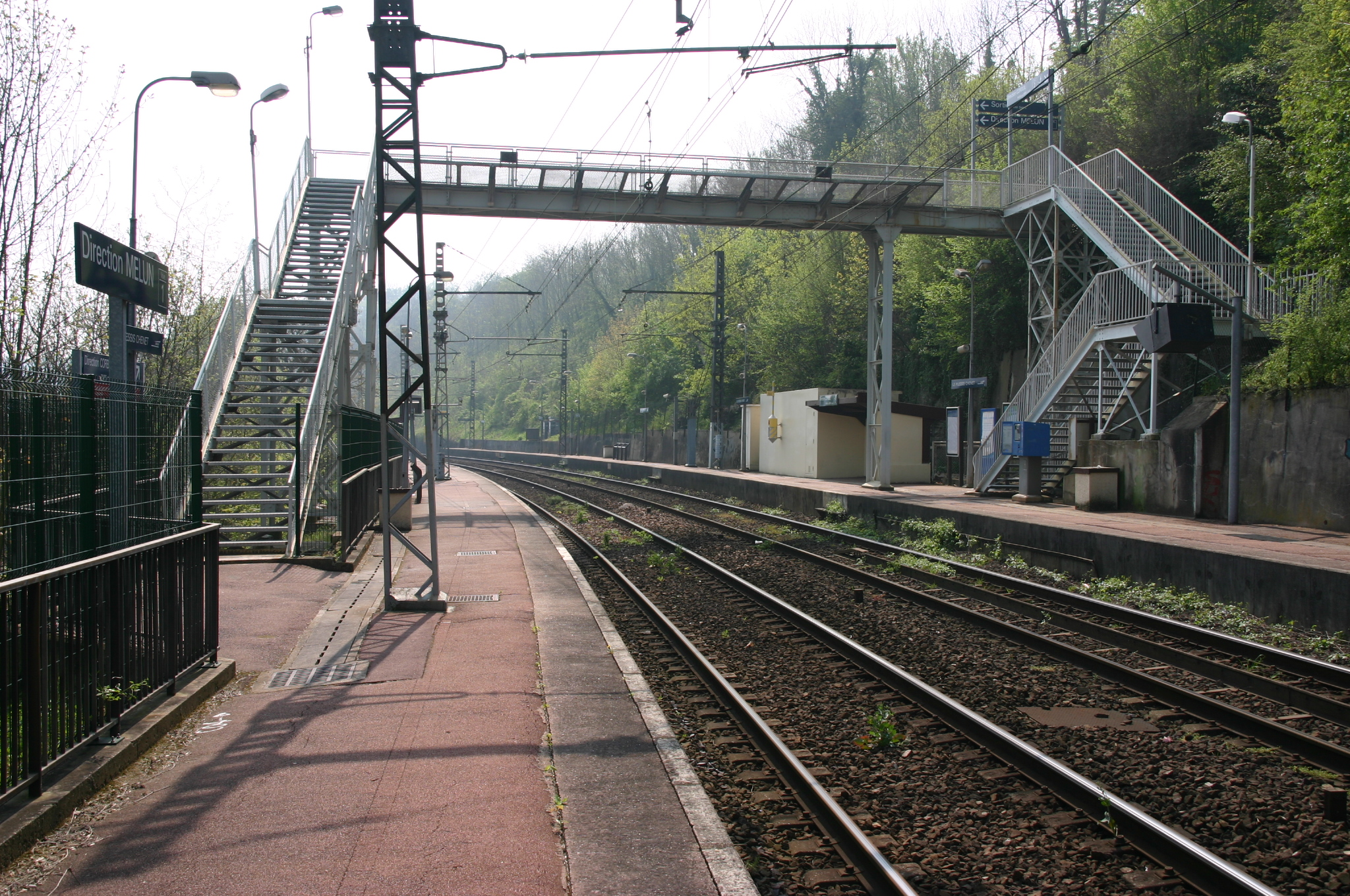
Passerelle de franchissement des voies. À gauche, voie 1 direction de Melun et accès côté Seine ; à droite, direction de Corbeil-Essonnes et accès à l'usine ALTIS.